# 雷爵網絡科技
雷爵網絡科技（Lager Network Technologies），簡稱雷爵網絡，為臺灣一家網路遊戲公司，於1999年4月成立，是臺灣第一家擁有線上遊戲自製研發能力，與經營線上遊戲的公司，以首款台灣人自行研發的網路遊戲《萬王之王》崛起，知名代表作品有《萬王之王》系列、《童話》、《天外》。

## 公司歷史
- 2001年5月，榮獲中國大陸第一屆網路遊戲評選之最佳網路遊戲。
- 2002年，雷爵資訊成立「雷爵（北京）资讯有限公司」。
- 2003年，雷爵資訊與中國大陸海虹控股合資成立「亞洲互通科技發展有限公司」。
- 2003年，自製研發線上遊戲《童話、萬王之王2、天外》受邀於日本東京電玩展展示。
- 2013年9月，成立「火箭瓶遊戲有限公司」。
- 2014年2月，成立「雷爵數位學習有限公司」。[1][2][3][4]
- 2017年7月，成立手遊品牌「搖滾火箭Rocket Games」。 [5]

## 營運中遊戲產品列表

### 自行研發
- 天外(2004~)
- 列王紀（2017/11/8～）
- 童話<原2018倒閉，2019再次復活> (2019/03~)

## 停止營運遊戲產品列表

### 自行研發
- 萬王之王(1996~2006/10/11)（2017/11/8更名為列王紀重新開服）
- 創世霹靂(2001~2006/10/11)[6]

- 新英雄門
- 牌老匯(2006~2008/8/29)
- 萬王之王2
- 彩虹氣泡(2010~2013/8/29)#
- 萬王之王3(2008~2015/7/28)#
- 童話1/2(2009~2016/6/15)#
- 童話(2003~2018/5/31)#

### 代理授權
- 開心(2009~2011/5/5)
- 星空幻想(2009~2012/12)
- 天羽(2009~2013/04)
- 崑崙(2010~
- 幻武(2010~2012/10/31)
- 龍神(2011~2013/11)
- 新飛仙(2012~
- 光之封印(2012~2013/11/26)#
- 希望之光(2011~2013/8)#
- 鬪神Online(2011~2014/19)#
- 兵王(2013~2015/2/26)
- 劍俠Q傳(2013~2016/9/21)#
- 狐(2014~2016/9/8)#
- LaLune月光盜賊團(2016~2016/12/30)#
- 勇者大冒險(2017~) #
- 征途(2006~2018/12/26) #
- 刀劍2(2013~2020/12/24) #
- 夢境(2011~2022/06/07)#
- 夢想世界(2008~2023/04/20)#

## 手遊遊戲產品列表

### 自行研發
- 搖滾殭屍
- 公主戰姬
- Chicken Scramble
- 盜墓卷軸《Tomb Thieves》
- 勇者跑跳碰
- 英雄封印
- 天外英雄(授權-台灣掏米營運

### 代理授權
- 爭凰傳
- 水滸英雄
- 海吧王
- 永生門
- 瘋狂城堡(Castle Kingdom)
- 啾比牧場
- 軍臨城下

## 自製未上線/終止開發/尚未發行
- 天外2 <<終止開發>>
- 巨神兵《Titania》
- 寵物派對web(尚未發行)
- 亂世天驕《原名：美人三國》(尚未發行)
- 童話Online-王國復甦(預計3月底前上市)
- 童話世界 FairyLandWorld 手遊 (從 2020 年立項開發至今，尚未有任何消息)

## 會員與遊戲平台
- 雷爵樂園會員官網

## 數位內容付費機制
- 購買點數：提款卡&ATM、讀卡機、市話帳單、寬頻帳單、手機帳單
- 儲值點數：通用卡(EZCard)，原名『Online通用卡』，發行面額:50、200、500、1000、2000
- 數位消費：通用卡點數，與新台幣比率為1:1

## 帳號保護機制
- 通訊防盜鎖

## 外部連結
- 雷爵網絡企業網站 （页面存档备份，存于）（繁體中文）
- 雷爵樂園網站 （页面存档备份，存于）（繁體中文）
- 搖滾火箭Rocket Games網站 （页面存档备份，存于）（繁體中文）
- 搖滾火箭Rocket Games 官方FB粉絲團（繁體中文）
- 雷爵網絡英文網站 （页面存档备份，存于）（英文）
- 雷爵官方FB粉絲團 （页面存档备份，存于）（繁體中文）